# Léonard Greindl

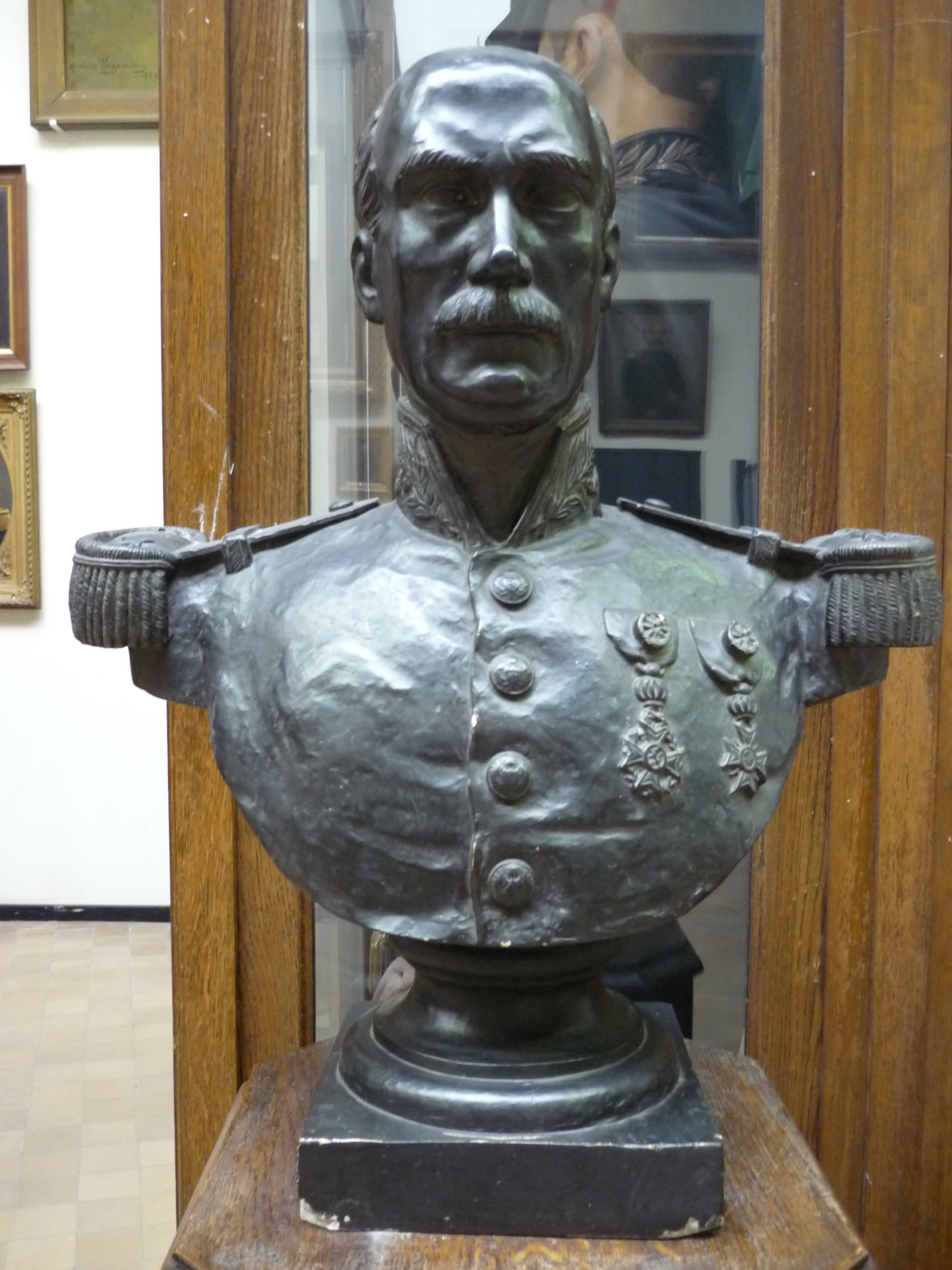
Büste im Brüsseler Musée du Cinquantenaire

Léonard Jean Charles Baron Greindl (* 9. August 1798 in Brüssel; † 24. Februar 1875 in Ixelles/Elsene) war ein belgischer Generalleutnant und Minister.

## Familie
Léonard Greindl heiratete am 11. August 1834 Eleanor Ponthieure de Berlaere. Aus der Ehe gingen vier Kinder hervor, unter anderem Jules Greindl (1835–1917), belgischer Diplomat und Staatsminister, und Marie Greindl, die 1866 den katholischen Politiker Charles Woeste heiratete.

## Leben
Léonard Greindl trat am 1. März 1811 in die Armee der Niederlande ein und wurde einflussreicher Militär, zuletzt Generalleutnant der Infanterie. Er wurde 1855 als Nachfolger von Victor Anoul außerparlamentarischer Kriegsminister im Kabinett De Decker. 1856 wurde er von König Leopold I. als Baron in den Adelsstand erhoben. 1857 wurde Edouard Berten sein Nachfolger.
Er erhielt zahlreiche Auszeichnungen, wie Kommandeur des Leopoldsordens, Großkreuz des russischen Ordens vom Weißen Adler, das Großkreuz des Orden vom Zähringer Löwen, den Mecidiye-Orden erster Klasse, Ritter 1. Klasse des Roter Adlerordens, Kommandeur des Ritterorden von Avis und den Herzoglich Sachsen-Ernestinischen Hausorden.